# Bogdanowiczia
Bogdanowiczia es un género de foraminífero bentónico de la subfamilia Bathysiphoninae, de la familia Rhabdamminidae, de la superfamilia Astrorhizoidea, del suborden Astrorhizina y del orden Astrorhizida. Su especie tipo es Bogdanowiczia pocutica. Su rango cronoestratigráfico abarca el Mioceno.

## Discusión
Clasificaciones previas incluían Bogdanowiczia en el suborden Textulariina del orden Textulariida.

## Clasificación
Bogdanowiczia incluye a las siguientes especies:
- Bogdanowiczia pocutica